# San Francisco Seals (piłka nożna)
San Francisco Seals – amerykański klub piłkarski (a od 2009 szkółka piłkarska), mający siedzibę w mieście San Francisco (Kalifornia).

## Historia klubu
Klub piłki nożnej (soccer) San Francisco Seals został założony jako szkółka piłkarska w 1981 pod nazwą San Francisco United Soccer Club. W 1985 szkółka została przemianowana na juniorski klub piłki nożnej. W 1990 drużyna zdobyła mistrzostwo w rozgrywkach California Youth Soccer Associations (CSYSA). W 1992 klub stał się drużyną zawodową dołączają do ligi United States Interregional Soccer League (USISL). Również w 1992 powstała drużyna seniorska pod nazwą San Francisco All-Blacks. W 1993, 1994 i 1995 drużyna występowała w konferencji Pacific, którą wygrała w 1994, a następnie zwyciężyła w konferencji West w 1995. W 1996 zmieniono nazwę klubu na San Francisco Bay Seals.
W 1997 klub doszedł do półfinałów Pucharu Stanów Zjednoczonych w piłce nożnej (US Open Cup) pokonując m.in. kluby ligi Major League Soccer – Kansas City Wizards i San Jose Clash oraz przegrywając w półfinale pucharu z DC United wynikiem 1:2 – dojście do półfinału Pucharu Stanów Zjednoczonych stanowi jak dotychczas najwyższe osiągnięcie klubu. W tym samym roku zdobył również mistrzostwo konferencji West.
W 1998 drużyna awansowała do amerykańsko-kanadyjskiej ligi A-League. W 2000 ponownie zmieniono nazwę drużyny na Bay Area Seals, jednak jeszcze tego samego roku klub uległ rozwiązaniu.
W 2006 reaktywowano drużynę pod nazwą San Francisco Seals, która weszła w skład ligi Premier Development League (PDL), jednak w grudniu 2008 władze klubu z powodu trudności finansowych zrezygnowały z występów w kolejnym sezonie PDL (2009). Od 2009 klub nie występuje na żadnym poziomie rozgrywek piłkarskich w Stanach Zjednoczonych – drużyna istnieje jako szkółka piłkarska szkoląca drużyny młodzieżowe juniorów młodszych i starszych: do lat 15 (U-15), do lat 17 (U-17) oraz do lat 23 (U-23).

### US Open Cup 1997
| Runda       | Liga  | Przeciwnik              | Przeciwnik | Przeciwnik              | Liga     |
| ----------- | ----- | ----------------------- | ---------- | ----------------------- | -------- |
| 1. runda    | USASA | San Jose Inter SC       | 0–4        | San Francisco Bay Seals | D-3      |
| 2. runda    | D-3   | San Francisco Bay Seals | 1–0        | Seattle Sounders        | A-League |
| 3. runda    | D-3   | San Francisco Bay Seals | 2–1        | Kansas City Wizards     | MLS      |
| Ćwierćfinał | MLS   | San Jose Earthquakes    | 1–2        | San Francisco Bay Seals | D-3      |
| Półfinał    | D-3   | San Francisco Bay Seals | 1–2        | DC United               | MLS      |

### Barwy klubowe i logo
|  |  |

Klub posiadał barwy czarno-czerwone. Zawodnicy zespołu rozgrywali swoje mecze domowe w czarnych koszulkach, czarnych spodenkach i czarnych getrach. Mecze wyjazdowe drużyna rozgrywała w czerwonych koszulkach, czerwonych spodenkach i czerwonych getrach. W ostatnim logo drużyny (w 2006 roku) widniała czarna foka bawiąca się piłką do piłki nożnej na tle czerwonej tarczy herbowej z wpisanymi białymi litery „SF” w lewym rogu tarczy. Obok foki i tarczy herbowej widniał czarny napis „SEALS” (napisany dużą czcionką), a poniżej niego (mniejszą czarną czcionką) znajdował się napis „SAN FRANCISCO”.
| Rok  | Poprzednie nazwy                | Dywizja | Liga                 | Sezon                         | Play-offy                | Puchar USL PDL         |
| ---- | ------------------------------- | ------- | -------------------- | ----------------------------- | ------------------------ | ---------------------- |
| 1992 | San Francisco All Blacks        | N/A     | USISL                | 3. pozycja w Pacific          | Nie zakwalifikował się   | Nie uczestniczył       |
| 1993 | San Francisco All Blacks        | N/A     | USISL                | 3. pozycja w Pacific          | Finał dywizjonalny       | Nie uczestniczył       |
| 1994 | San Francisco United All Blacks | 3       | USISL                | 1. pozycja w Pacific          | Półfinały dywizjonalne   | Nie uczestniczył       |
| 1995 | San Francisco United All Blacks | N/A     | USISL Premier League | 1. pozycja w Pacific          | 3. miejsce               | Nie zakwalifikował się |
| 1996 | San Francisco Bay Seals         | 4       | USISL Premier League | 2. pozycja w Western Northern | Finał                    | Nie zakwalifikował się |
| 1997 | San Francisco Bay Seals         | 3       | USISL D-3 Pro League | 1. pozycja w West             | Półfinały                | Półfinały              |
| 1998 | San Francisco Bay Seals         | 2       | USISL A-League       | 6. pozycja w Pacific          | Nie zakwalifikował się   | Nie zakwalifikował się |
| 1999 | San Francisco Bay Seals         | 2       | USL A-League         | 6. pozycja w Pacific          | Nie zakwalifikował się   | Nie zakwalifikował się |
| 2000 | Bay Area Seals                  | 2       | USL A-League         | 5. pozycja w Pacific          | Ćwierćfinały Konferencji | 2. runda               |
| 2006 | San Francisco Seals             | 4       | USL PDL              | 4. pozycja w Southwest        | Nie zakwalifikował się   | Nie zakwalifikował się |
| 2007 | San Francisco Seals             | 4       | USL PDL              | 6. pozycja w Southwest        | Nie zakwalifikował się   | Nie zakwalifikował się |
| 2008 | San Francisco Seals             | 4       | USL PDL              | 4. pozycja w Southwest        | Nie zakwalifikował się   | Nie zakwalifikował się |

## Znani gracze występujący w klubie w przeszłości
- Espen Baardsen
- C.J. Brown
- Troy Dayak
- Stefan Frei
- Steve Purdy
- Brandon McDonald

## Stadiony

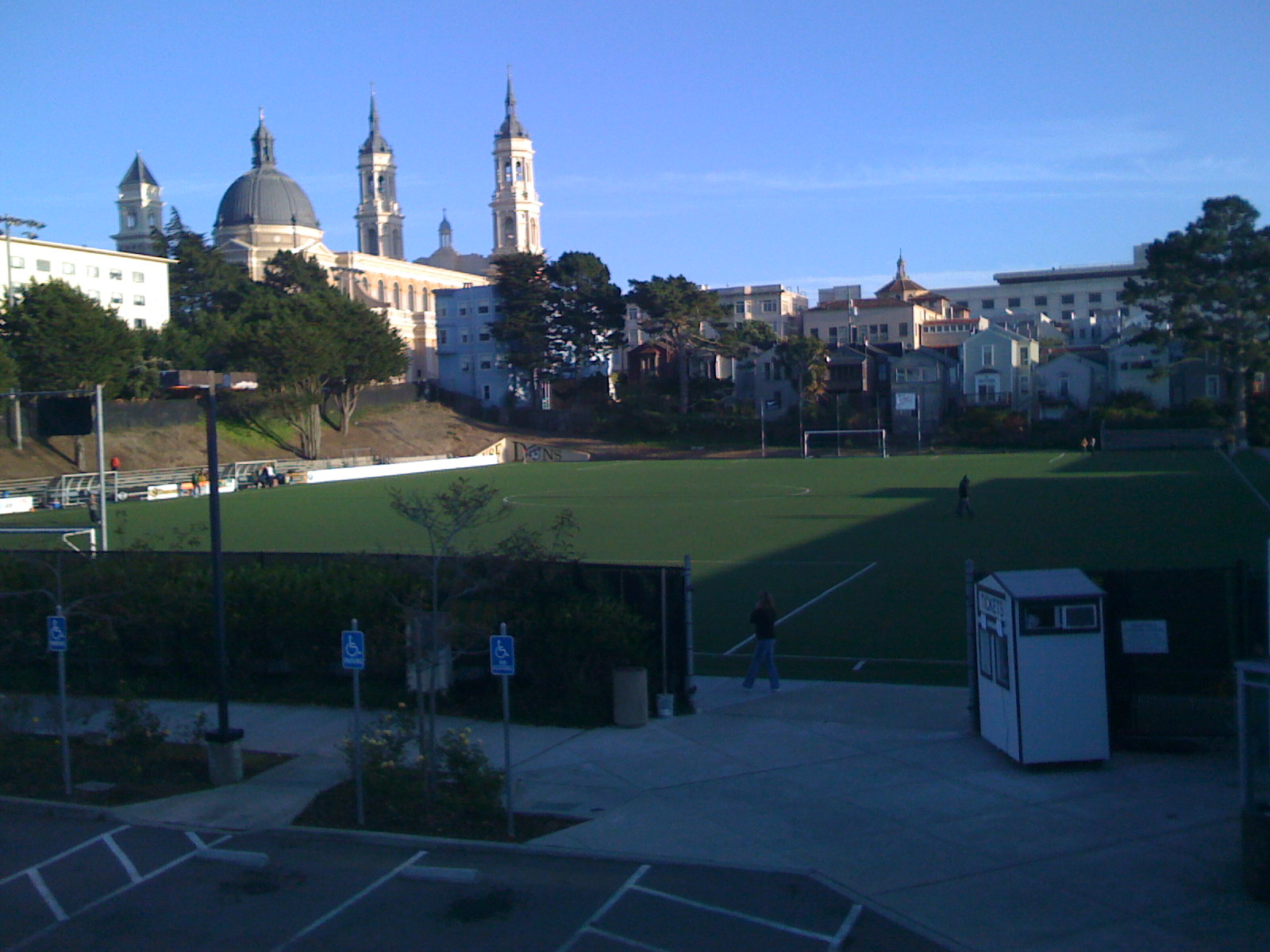
Negoesco Stadium – pierwszy stadion SF Seals.

San Francisco Seals rozgrywali swoje mecze domowe na kilku stadionach na przestrzeni kilku lat:
- Negoesco Stadium, San Francisco (2006–2008)
- Stadion College’u Alameda, Alameda (2006)
- Stadion na Treasure Island, San Francisco (2006)
- Stadion Livermore High School, Livermore (2006)
- Stadion San Marin High School, Novato (2007)
- Stadion Clayton Valley High School, Concord (2007)
- Stadion College’u Chabot, Hayward (2008)